# Pebre

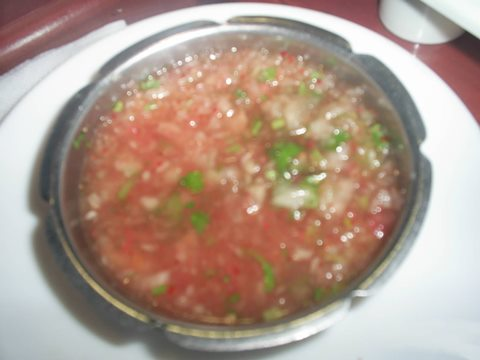
Pebre.

Pebre är en chilensk sås eller salsa, som består av exempelvis hackad koriander, hackad lök, matolja, rödvinsvinäger, citronsaft, salt, hackade tomater och vitlök. Pebre kan innehålla olika saker beroende på vilken region man är i. Till exempel är pebre i norra Chile en sås/salsa som mer liknar den bolivianska såsen llajwa. Pebre används vanligen till grillat kött men familjer kan ställa fram det på matbordet som en bordskrydda till alla måltider. Den används även på bröd istället för smör eller annat pålägg.
Det är vanligt att man blandar i aji och då kan det kallas "Pebre con aji" (pebre med chili). För många kan det vara underförstått att Pebre har aji i sig.
I Brasilien kallas en liknande sås vinagrete, den är dock inte lika stark då den inte innehåller aji. Den såsen är vanlig på brasilianska churrascarior.

## Enkelt recept på pebre
- 1 stor lök
- 6 tomater
- ett knippe koriander eller bladpersilja (använd vanlig persilja ifall man vill ha mer krispig känsla)
- 2 vitlöksklyftor
- citronsaft
- matolja
- vinäger

Hacka både lök och tomater i väldigt små tärningar, hacka koriander och lägg till det, pressa i vitlöken och häll i citronsaften. Tillsätt olja.och vinäger och smaka av